# Таран Руслана Олексіївна
Руслана Олексіївна Таран (27 жовтня 1970, Євпаторія) — українська яхтсменка, триразовий призер Олімпійських ігор. Тренувалася в Дніпропетровську.
На олімпіадах в Атланті та Сіднеї ставала бронзовим призером в класі яхт «470» в парі з Оленою Пахольчик.
Олімпійську медаль афінської Олімпіади вона здобула в класі «Інглінг» разом із Ганною Калініною та Світланою Матевушевою.
Тренери: Гуреєв Василь Миколайович, Цалик Дмитро Олександрович.

## Державні нагороди
- Орден «За заслуги» II ст. (21 серпня 1999) — за самовіддану працю, визначні особисті заслуги в державному будівництві, соціально-економічному, науково-технічному і культурному розвитку України та з нагоди 8-ї річниці незалежності України[2]
- Почесна відзнака Президента України (7 серпня 1996) — за видатні спортивні досягнення на XXVI літніх Олімпійських іграх в Атланті[3]
- Орден княгині Ольги II ст. (18 вересня 2004) — за досягнення значних спортивних результатів на XXVIII літніх Олімпійських іграх в Афінах, піднесення міжнародного авторитету України[4]
- Орден княгині Ольги III ст. (6 жовтня 2000) — за досягнення вагомих спортивних результатів на XXVII літніх Олімпійських іграх в Сіднеї[5]